# Vječno djevičanstvo blažene Marije
Vječno djevičanstvo blažene Marije je apologetsko djelo svetog Jeronima, koje je ovaj napisao kao odgovor Helvidiju.
Helvidije je bio autor djela napisanog oko godine 383., u kojem je iznio mišljenje da Marija, Isusova majka, nije ostala djevicom doživotno.
Sveti Jeronim je protiv Helvidija napisao:
- da je Josip bio Marijin suprug samo duhovno, ne i tjelesno,
- da su Isusova »braća« zapravo njegovi bratići te
- da je djevičanstvo teološki gledano savršenije od seksa u braku.